# Écriture birmane
Cette page contient des caractères spéciaux ou non latins. S’ils s’affichent mal (▯, ?, etc.), consultez la page d’aide Unicode.
L'écriture birmane (birman : မြန်မာအက္ခရာ, [mjàNmà ɛʔkʰəjà], mranma akkha.ra) est un alphasyllabaire aux formes arrondies, utilisé en Birmanie pour l'écriture du birman. Quelques autres langues utilisent une partie des aspects et des lettres de l'écriture birmane, comme le môn, le shan, plusieurs langues karens comme le karen s'gaw, le karen pwo occidental et oriental, ou le karen pa'o, quelques langues taï comme l’aiton, le khamti, ou le tai phake, et elle a aussi été utilisée pour la transcription des langues pali et sanskrit.
Le birman s'écrit de gauche à droite, n'emploie pas de majuscules et, traditionnellement, ne sépare pas les mots par des espaces ; avec l'introduction de l'imprimerie, des traits verticaux ont été introduits pour séparer les phrases et les paragraphes pour améliorer la lisibilité. Le système MLCTS propose une translittération fidèle à l'écriture, mais qui ne dit rien de la prononciation. Il n'existe pas de transcription romanisée officielle. Unicode a un emplacement pour les langues de Birmanie, incluant le shan, le karen et le môn moderne.

## Histoire
L'expansion du royaume de Pagan et la diffusion du bouddhisme theravāda expliquent la naissance d'une écriture spécifiquement birmane.
Les écritures de l'Asie du Sud-Est ont pour ancêtres les syllabaires de l'Inde du Sud qui se sont diffusés dans ces régions dès le IVe siècle en même temps que le bouddhisme.

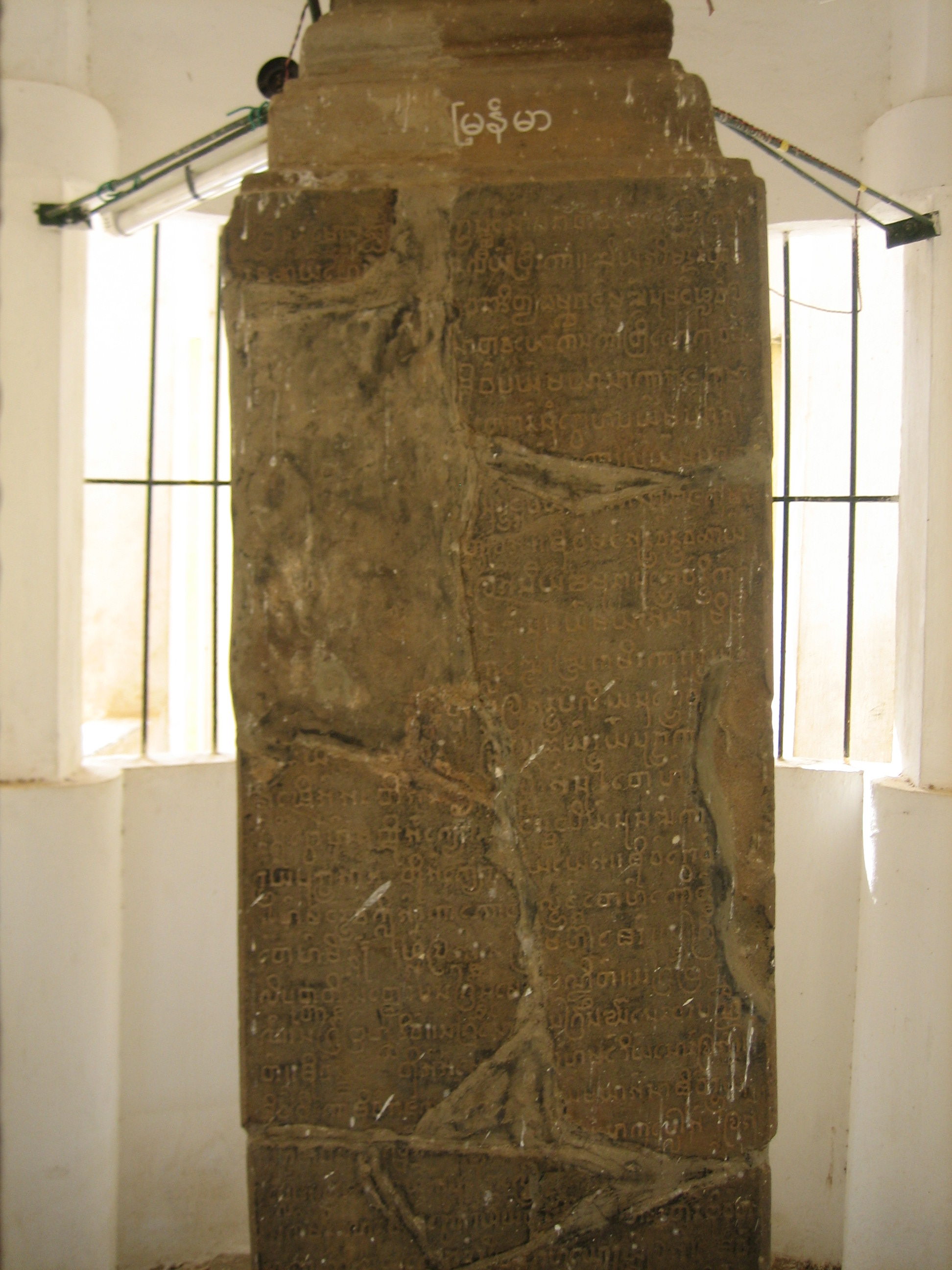
L'inscription de Myazedi est le premier texte en écriture birmane connu.

C'est le cas des premiers habitants connus de la Birmanie, les Pyu et les Môn qui transcrivent leur langue, dès le Ve ou VIe siècle au plus tard, dans des syllabaires dérivés probablement de l'écriture de Kadamba, pour les Pyu et du Grantha des Pallavas pour les Môn.
Arrivés plus tard, les Birmans ont progressivement absorbé les Pyu, puis, selon la Chronique du Palais de cristal, conquis en 1057 les villes môn de Thaton et Pégou, dont la civilisation était plus avancée. La tradition rapporte que ces victoires et la conversion du roi Anawrahta au bouddhisme theravāda par un moine môn ont eu pour conséquence le transfert à Bagan, sa capitale, du Tipitaka, le canon bouddhique écrit en langue pali, dans l'alphabet môn. Son fils, le roi Kyanzittha, contribua à répandre la culture des Môn. Leur écriture, considérée comme plus simple et sans doute plus prestigieuse que celle des Pyu, sert alors de modèle pour la mise au point d'un syllabaire môn-birman dont l'usage va se répandre à l'époque où le Royaume de Pagan étend son pouvoir. Le besoin de transcrire le pali, principale langue de diffusion du bouddhisme en Asie du sud-est, a eu pour conséquence l'insertion dans l'écriture birmane de caractères correspondant à des phonèmes des langues indiennes qui n'existent pas en birman. Ces caractères ont été ensuite conservés, bien que peu utilisés, pour respecter la graphie des mots empruntés par le birman au pali, mais prononcés à la birmane ; ils ont fait ainsi double emploi avec d'autres lettres. La langue et l'écriture pyu disparaissent ; le môn perd de son influence, mais demeure de nos jours une langue vivante.
Les plus anciennes inscriptions en birman remontent au XIIe siècle. Sur la pierre de Myakan (début du XIIe siècle), trouvée à Bagan, un texte en môn comporte quelques mots en birman indiquant le nom d'un lac artificiel creusé sous le règne de Kyanzittha. Mais le plus ancien document d'écriture birmane connu à ce jour est gravé sur la stèle quadrilingue dite de Myazedi ou de Razakuma(r) (1113), qui commémore la fondation d'une pagode par ce prince, avec mention du donateur et de ses présents.

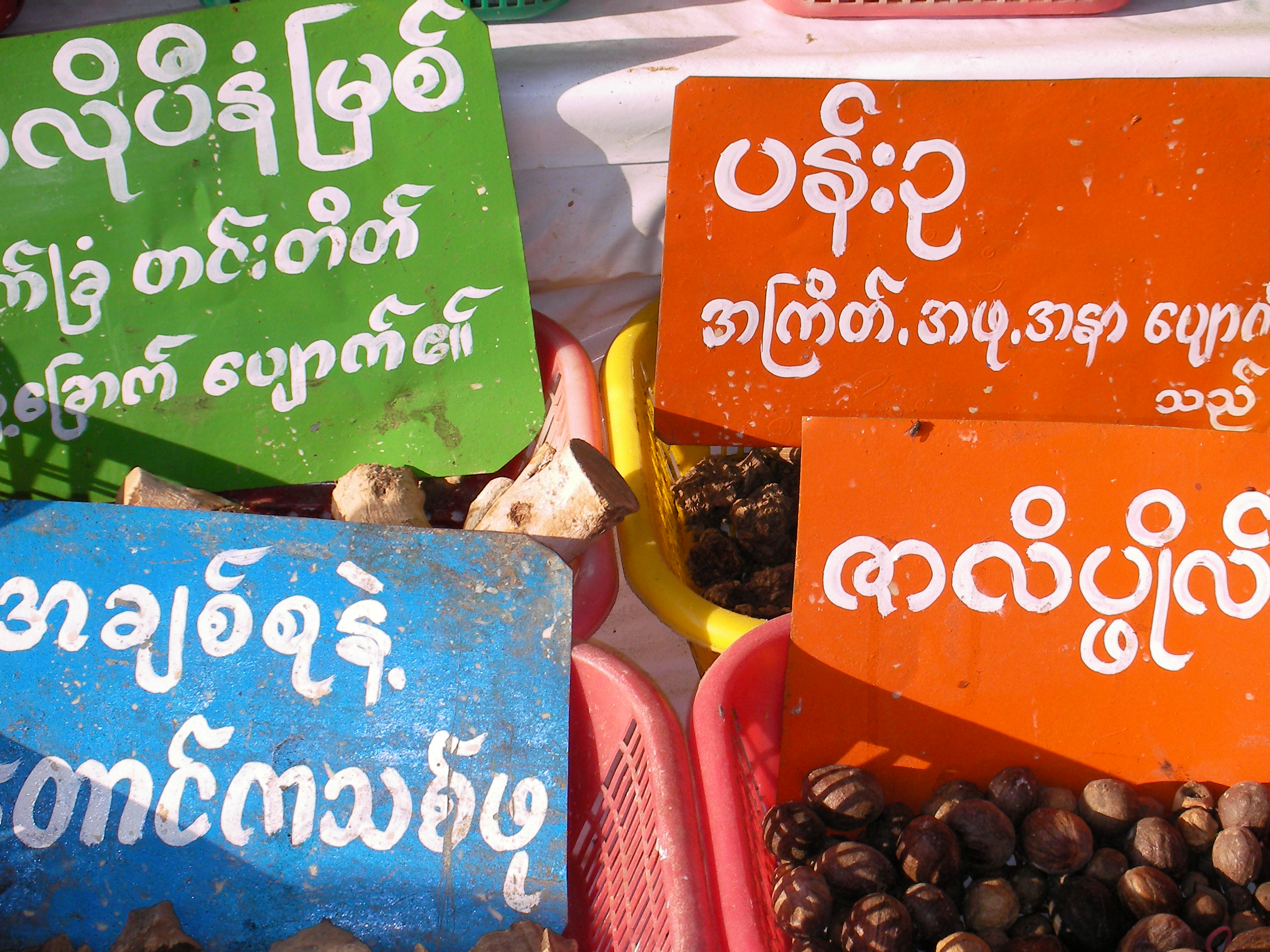
Plantes médicinales vendues près du Rocher d'Or.

Cette écriture va par la suite se diversifier pour des raisons esthétiques ou pratiques, en s'adaptant au matériel utilisé : caractères angulaires sur pierre, peints en traits épais sur bois ou cuivre laqué, puis dans des formes arrondies sur des supports plus fragiles : les parabaiks, (ပုရပိုက်), recueils de pages fait de papier plié en accordéon où l'on écrit à l'encre ou avec un bâton de stéatite selon que le papier a été coloré en blanc ou en noir, livres formés de feuilles de palmier, les pe-sa (ပေစ), matériel plus durable sur lequel les lettres sont incisées avec un stylet de métal, puis passées au noir. Les kammavaca sont des manuscrits de plus grande taille, particulièrement décorés, qui regroupent des extraits de textes religieux pali. Selon certains, ces formes arrondies qu'on retrouve en Inde du Sud dans les syllabaires telugu, kannada, malayalam ainsi qu'en oriya, seraient dues à la fragilité des supports qui auraient été transpercés par le stylet si les lettres avaient eu des formes angulaires. C'est cette cursive qui s'est répandue à partir du XIVe siècle et constitue le système standard du birman contemporain. Celui-ci s'est progressivement constitué et n'a acquis sa forme contemporaine qu'au XIXe siècle. Les marques tonales, dont étaient dépourvues par nature le môn et les langues indiennes, ne se standardisent qu'au cours du XVIIIe siècle et les modifications effectuées plus récemment ont tenu compte de l'évolution de la prononciation depuis la période de Bagan, comme la réduction des consonnes finales à un phénomène de glottalisation ou de nasalisation. L'inventaire le plus récent pour la mise au point d'une orthographe standard a été réalisé en 1978 à l'instigation du gouvernement.

## La syllabe
Le birman étant de nature monosyllabique, la syllabe a souvent un sens, à elle seule ou comme élément d'un mot composé, à l'exception du lexique d'origine étrangère. L'écriture distingue les syllabes ouvertes terminées par une voyelle orale et les syllabes fermées terminées par une consonne que l'évolution phonétique a réduite dans la langue contemporaine à un coup de glotte ou une nasalisation.
La syllabe ouverte est transcrite selon les formes suivantes :
- Une consonne seule (C) sans diacritique(s) transcrit la syllabe C + aʔ, puisque la consonne seule implique, comme dans les autres syllabaires d'origine indienne, la voyelle [a̰], mais aussi en birman, langue tonale, le ton haut. မ se lit /maʔ/
- Une consonne accompagnée de diacritiques et/ou d'autres lettres transcrit une syllabe C + V + Ton. မို se lit : /mo/ မော se lit : /mɔ/.
- Un symbole appelé ligature accompagnant une consonne avec ou sans diacritique(s) transcrit la (ou les) semi-voyelles, qui complètent la consonne principale, trois au maximum : C + sv (+ sv) (+ sv). မြ se lit /mjaʔ/. En effet, contrairement aux écritures latines, grecques ou sémitiques, une consonne qui en complète une autre comme l ou r dans les groupes pl ou tr en français ne s'écrit pas avec la lettre isolée correspondante, mais avec un symbole qui s'ajoute à la lettre initiale.

Dans la syllabe fermée aux caractères précédents s'ajoute une coda sous la forme de certaines consonnes surmontées du အသတ် (/ʔə.θaʔ/), le signe qui tue : ်. Il indique que cette consonne a perdu sa valeur originelle et est réduite phonologiquement à une voyelle suivie d'un arrêt glottal ou modifiée par une nasalisation de la voyelle. La fricative စ se lit /saʔ/, mais se lit /iʔ/, employée comme coda : တစ် se lit /tiʔ/. Les nasales မ, န se lisent /maʔ/ et /naʔ/, mais, employées comme codas, ces consonnes nasalisent la syllabe précédente : စမ်, de la même manière que စန် se lisent aujourd'hui /sã/, très proche de ce qui s'écrit ein en français.

## Romanisation
La translittération MLCTS reflète fidèlement la graphie birmane au prix d'un certain nombre de conventions, mais ne dit rien de la prononciation et ne peut donc être adoptée dans l'usage commun. Ainsi pour la pagode Shwedagon :
- Birman : ရွှေတိဂုံ ဘုရား
- Translittération : rhwe-ti-guṁ: bhu-rā:
- Transcription : shwe-dăgoun p'ăyà

Aucune transcription romanisée officielle analogue au pinyin pour le chinois n'existe à ce jour; seule la Library of Congress a adopté en 1981 un système de transcription pour ses catalogues. L'écriture en lettres latines des noms propres reste donc pour l'essentiel celle que les Anglophones ont élaborée aux XVIIIe siècle et XIXe siècle. Cette transcription traditionnelle présente l'inconvénient de ne pas être unifiée et de négliger des distinctions phonologiques essentielles au birman (consonnes aspirées, tons, par exemple) : le mot /pe/ pourra être romanisé en pe, peh ou pae ; inversement une translittération en pe peut renvoyer à douze syllabes différentes du birman. Les tableaux présentant plus loin les différents symboles donnent les romanisations qui sont généralement employées dans les langues employant l'alphabet latin (colonne "TR").

## Les consonnes

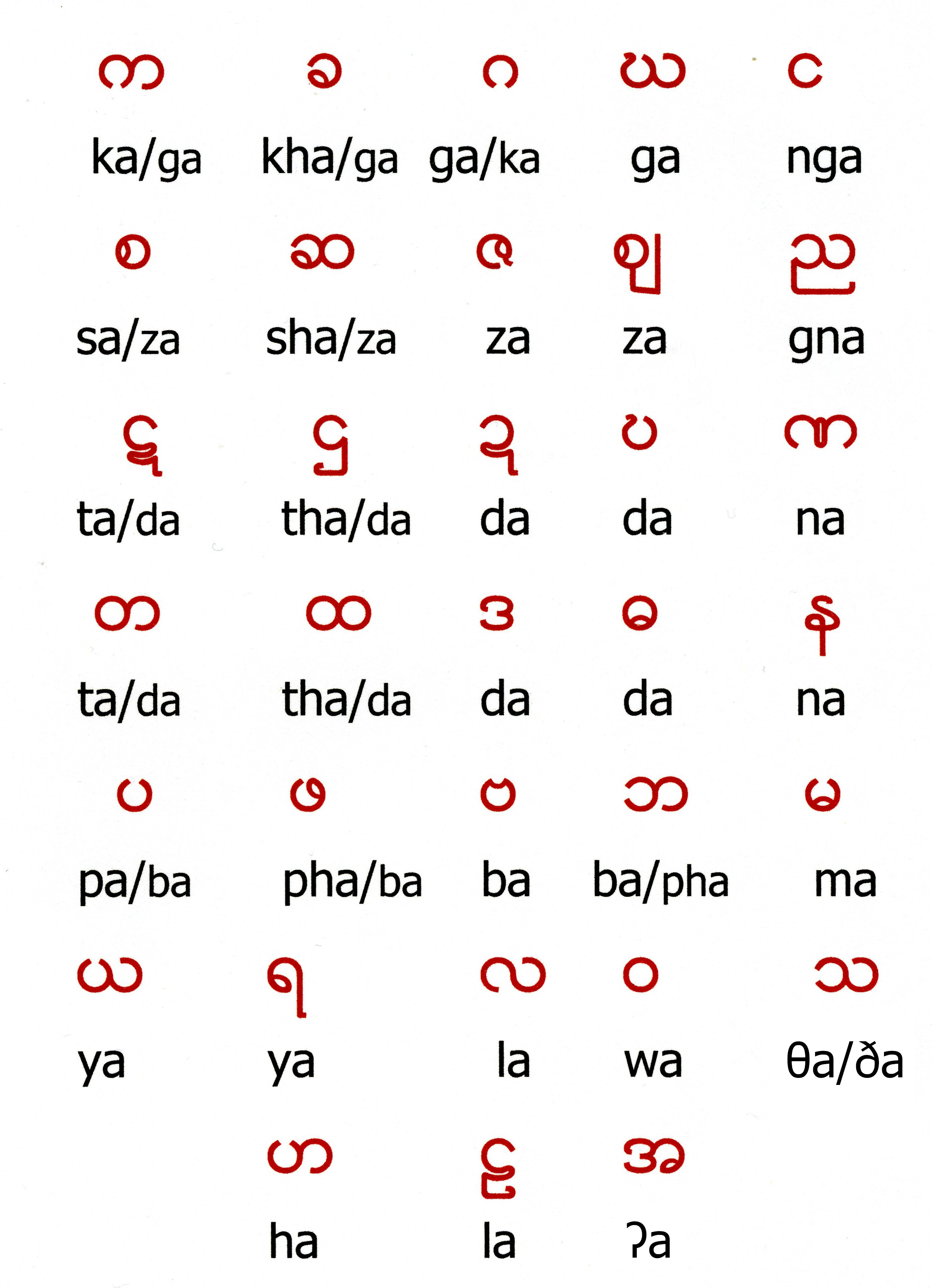
Les 33 consonnes de l'alphasyllabaire birman sans les diacritiques.

L'alphasyllabaire birman est calqué sur ceux de l'Inde comme le système devanagari et il présente comme eux les phonèmes consonantiques dans un ordre fondé sur la nature et le point de leur articulation : occlusives (rangée K), palatales (rangée S), dentales d'origine pāli (rangée ṭ), dentales (rangée T), labiales (rangée P), de la première à la cinquième rangée. Les deux dernières rangées regroupent les mêmes phonèmes disparates que les syllabaires indiens ainsi que trois graphèmes propres au pāli et/ou au birman, ဟ, ဋ et အ. Ce dernier symbole a été longtemps considéré tantôt comme une voyelle ou simple support d'une voyelle initiale, tantôt comme une consonne (arrêt glottal), reflet d'une prononciation variable de ces initiales. Le respect de la tradition indienne a permis de transcrire avec exactitude les mots pāli, mais elle a introduit dans cette nouvelle écriture des phonèmes qui n'existent pas en birman, les consonnes rétroflexes et les consonnes sonores aspirées. C'est la raison pour laquelle deux et même trois lettres représentent les mêmes phonèmes birmans. Ainsi celles de la troisième ligne du tableau, qui transcrivent des rétroflexes font double emploi avec celles de la quatrième ligne ; il en est de même du ဃ, du ဎ,du ဏ, du ဓ, du ဘ et du ဠ, caractères représentant des sonores aspirées. Ces lettres, à l'exception du ဘ se rencontrent donc beaucoup plus rarement que les autres. Par ailleurs le phonème [ɹ] de l'ancien birman étant prononcé aujourd'hui [j] et noté ရ, cette lettre fait le plus souvent double emploi avec ယ. Toutefois, elle conserve sa prononciation originelle arakanaise, dans quelques mots d'emprunt à l'anglais ou au pāli et dans des noms propres anciens. Ainsi la ville d'Amarapura s'écrit အမရပူရ   et se prononce [àməɹa̰pùɹa̰].
Les caractères transcrivant les sourdes sont prononcés de deux façons, selon que le sandhi s'applique ou non. En birman il consiste en une sonorisation des consonnes sourdes. Le phénomène qui rappelle les liaisons en français, ne peut pas être indiqué dans l'écriture, puisqu'il n'est automatique que dans certains cas, mais peut aussi dépendre d'autres facteurs que phonologiques comme le débit de la parole. Le mot ပါ  /pa/ est prononcée /pa/ dans လုပ်ပါ  /loʔpa/   (Fais-le, s'il te plaît), mais /ba/ dans လာပါ  /laba/ (Viens, s'il te plaît).

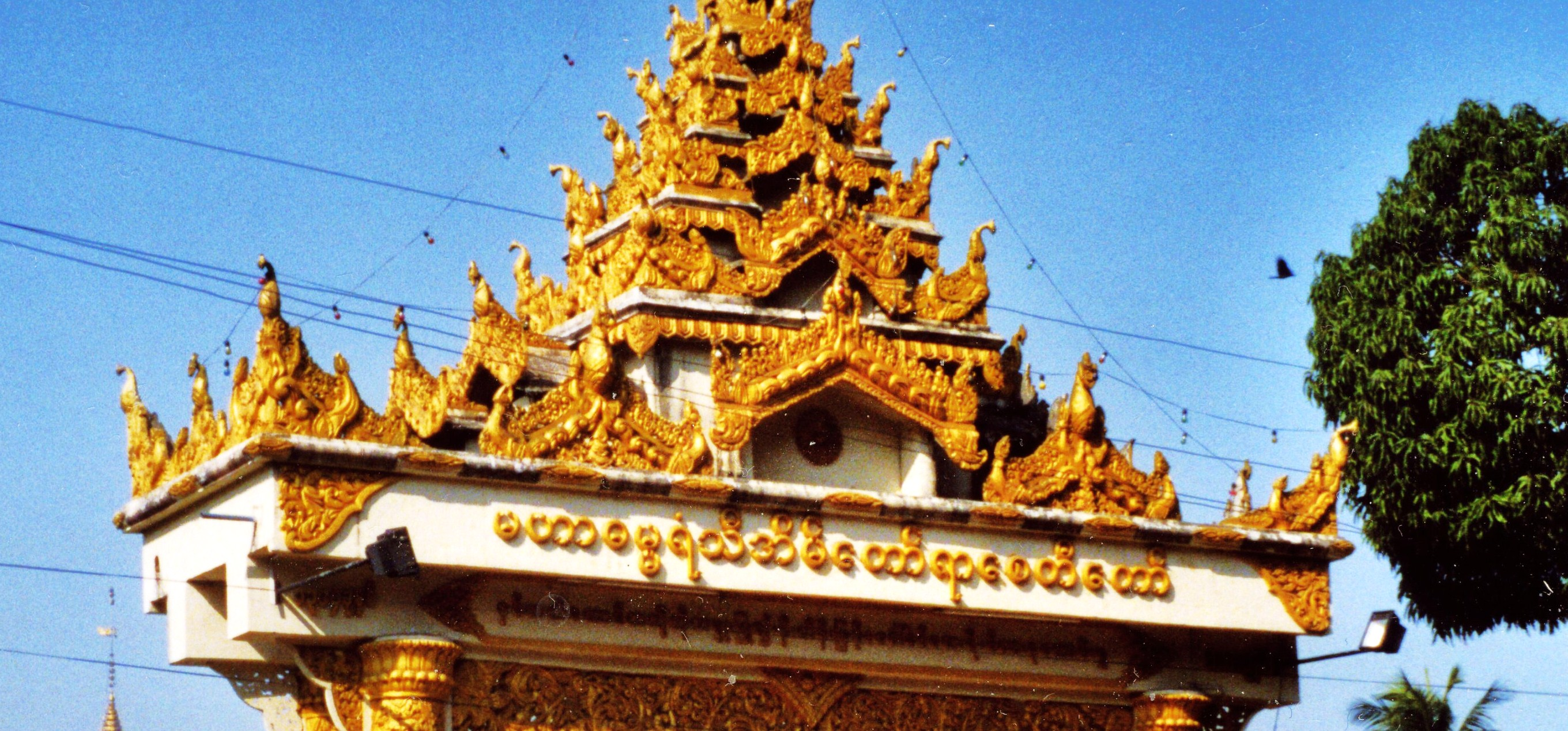
Portail d'entrée de pagode à Yangon (Rangoon)

### Les consonnes simples
Le tableau suivant indique leur valeur phonétique (IPA) en birman, la valeur phonétique d'origine de certaines d'entre elles, leur translittération (MLCTS) ainsi que les transcriptions communément utilisées dans la romanisation des noms propres (TRSC) ; elle s'efforce de se rapprocher de la prononciation, d'où pour certaines consonnes une double transcription due au Sandhi interne.
| Lettre | Lettre | IPA    | Valeur en pali | MLCTS | TR        | Nom et traduction                                   | Remarques                                                                                    |
| ------ | ------ | ------ | -------------- | ----- | --------- | --------------------------------------------------- | -------------------------------------------------------------------------------------------- |
| က      |        | [ka']  |                | k     | ka / ga   | ([ka̰ dʒí]) Grand ka'                                | Identique au K français                                                                      |
| ခ      |        | [kʰa'] |                | hk    | hka / ga  | ([kʰa̰ ɡwɛ́]) kha' recourbé                           | Identique au K de king                                                                       |
| ဂ      |        | [ɡa']  |                | g     | ga        | ([ɡa̰ ŋɛ]) Petit ga'                                 | Identique au G/GU français                                                                   |
| ဃ      |        | [ɡa']  | [ɡʰa]          | gh    | ga        | ([ɡa̰ dʒí]) Grand ga'                                | Identique au G/GU français                                                                   |
| င      |        | [ŋa']  |                | ng    | nga       | ([ŋa̰]) nga'                                         | Identique au NG anglais de camping                                                           |
| စ      |        | [sa']  | [ca]           | c     | sa' / za  | ([sa̰ lóʊn]) 'sa' rond                               | Identique au S français de soir                                                              |
| ဆ      |        | [sʰa'] | [cʰa]          | hc    | hsa' / za | ([sʰa̰ lèɪn]) 'sha' tortillé                         |                                                                                              |
| ဇ      |        | [za']  | [ɟa]           | j     | za        | ([za̰ ɡwɛ́]) za' divisé                               | Identique au Z français                                                                      |
| ဈ      |        | [za']  | [ɟʰa]          | jh    | 'za       | ([za̰ mjín zwɛ́]) 'za' auquel est accrochée une ligne | Identique au Z français                                                                      |
| ည      |        | [ɲa]   |                | ny    | nya       | ([ɲa̰ kəle ou ɲa̰ dʒí]) Petit ou grand gna            | Identique au GN français                                                                     |
| ဋ      |        | [ta']  | [ʈa]           | t     | ta / da   | ([ta̰ tə lín dʒeɪʔ]) ta' crochet                     | Identique au T français                                                                      |
| ဌ      |        | [tʰa'] | [ʈʰa]          | ht    | hta / da  | ([tʰa̰ wàn bɛ́]) ta' canard                           |                                                                                              |
| ဍ      |        | [da']  | [ɖa]           | d     | da        | ([da̰ jìn ɡaʊʔ]) da' à la poitrine bombée            | Identique au D français                                                                      |
| ဎ      |        | [da']  | [ɖʰa]          | dh    | da        | ([da̰ jè m̥oʊʔ]) da' en forme de gobelet d'eau        | Identique au D français                                                                      |
| ဏ      |        | [na']  | [ɳa]           | n     | na        | ([na̰ dʒí]) Grand na'                                | Identique au N français                                                                      |
| တ      |        | [ta]   |                | t     | ta / da   | ([ta̰ wàn bu]) ta' à gros ventre                     | Identique au T français                                                                      |
| ထ      |        | [tʰa'] |                | ht    | hta / da  | ([tʰa̰ sʰìn dú]) tha' en forme d'entrave d'éléphant  |                                                                                              |
| ဒ      |        | [da']  |                | d     | da        | ([da̰ dwé]) Petit 'da'                               | Identique au D français                                                                      |
| ဓ      |        | [da']  | [dʰa]          | dh    | 'da       | ([da̰ oʊʔ tʃʰaɪʔ]) 'da' concave par en dessous       | Identique au D français                                                                      |
| န      |        | [na']  |                | n     | na        | ([na̰ ŋɛ̀]) petit na'                                 | Identique au N français                                                                      |
| ပ      |        | [pa']  |                | p     | pa / ba   | ([pa̰ zaʊʔ]) pa' profond                             | Identique au P français                                                                      |
| ဖ      |        | [pʰa'] |                | hp    | hpa / ba  | ([pʰa̰ óʊ tʰoʊʔ]) pha' chapeauté                     | Utilisé aussi pour transcrire le phonème [f] d'autres langues                                |
| ဗ      |        | [ba']  |                | b     | ba        | ([ba̰ là tʰaɪʔ]) ba' concave par-dessus              | Identique au B français. Utilisé aussi pour transcrire le phonème [v] d'autres langues       |
| ဘ      |        | [ba']  | [bʰa]          | bh    | hpa /ba   | ([ba̰ ɡóʊn]) ba' bossu                               |                                                                                              |
| မ      |        | [ma']  |                | m     | ma        | ma                                                  | Identique au M français                                                                      |
| ယ      |        | [ja']  |                | y     | 'ya       | ([ja̰ pəlɛʔ]) 'ya' à l'envers                        | Identique au Y de yes                                                                        |
| ရ      |        | [ja']  | [ɹa]           | r     | 'ya       | ([ja̰ ɡaʊʔ]) 'ya' courbé                             | Identique au Y de yes (sauf exceptions). Sert à transcrire tous les R, r des autres langues. |
| လ      |        | [la']  |                | l     | la        | la                                                  | Identique au L français                                                                      |
| ဝ      |        | [wa']  |                | w     | wa        | wa                                                  | Identique au W de kiwi                                                                       |
| သ      |        | [θa']  | [sa]           | s     | tha / dha | θa                                                  | Identique au TH anglais de thing                                                             |
| ဟ      |        | [ha']  |                | h     | ha        | ha                                                  | Identique au H anglais                                                                       |
| ဠ      |        | [la']  | [ɭa]           | l     | la        | ([la̰ dʒí]) grand la'                                | Identique au L français                                                                      |
| အ      |        | [ʔa']  | [ʔa]           | rien  | a         | ʔa'                                                 | Support de voyelle initiale                                                                  |

### Les consonnes liées
Les consonnes simples peuvent être complétées par un ou plusieurs symboles indiquant ou bien une consonne médiane qui s'interpose entre l'initiale et la finale ou bien un phonème consonantique propre. Quelques-unes de ces associations servent en effet à noter des phonèmes qu'aucune consonne simple ne transcrit, les consonnes palatisées et les nasales sourdes, de la même manière que le phonème [ʃ] est transcrit en français non pas par une, mais par deux lettres: c + h (ch). Ces symboles se présentent sous forme de quatre ligatures qui sont les suivantes :
- ရပင် ya pin  (ျ) mis pour  (ယ) (MLCTS -y-, qui indique [j] ou la palatalisation d'une consonne vélaire.
- ရရစ် ya yit (ြ) mis pour  (ရ) (MLCTS -r-, qui a aujourd'hui la même valeur que  (ျ) [j].
- ဟထိုး ha hto  (ှ) mis pour  (ဟ) (MLCTS h-) qui indique qu'une consonne sonante est dite sourde ou aspirée.
- ရဆွဲ ya hsweh (ွ) ou sa variante triangulaire  mis pour  (ဝ) (MLCTS -w-, qui vaut généralement [w]).

Il existe des doubles ligatures et une triple ligature.
| Symboles (MLCTS) | IPA   | TR. | Remarques                                                                | Exemples | Exemples       | Exemples   | Exemples |
|                  |       |     |                                                                          | Birman   | IPA            | TR ou Sens | Commentaire |
| (my)             | [mja̰] | mya | Prend cette valeur en s'ajoutant aux consonnes ပ , ဖ , ဗ , မ .           | ဖျာပုံမြို့      | [pʰjapoN mjo'] | Pyapon     | Les noms de ville sont le plus souvent suivis du substantif မြို့ (ville)                                                                                  |
| (mr)             | [mja̰] | mya | Fait aujourd'hui double emploi avec et peut s'ajouter aux mêmes lettres. | မြို့        | [mjo']         | ville      | La valeur ancienne du symbole se maintient en Arakanais et sert comme transcription des "r" d'autres langues : Britain (Grande-Bretagne) s'écrit ဗြိတိန် . |
| (mw)             | [mwa̰] | mwa | Le peut être lié à toute consonne sauf elle-même.                        | ခွေး        | ['kʰwe]        | chien      | |

| Symboles (MLCTS)                        | IPA                                     | TR                             | Exemples   | Exemples                  | Exemples                            | Exemples |
|                                         |                                         |                                | Birman     | IPA                       | TR ou Sens                          | Commentaire |
| (ky) (kr)                               | [tɕa] ou [dʑa]                          | kya                            | ကျပ် ကားကြီး      | [tɕa̰?] ['ka'dʑi]          | kyat grosse voiture                 | L'unité monétaire ainsi écrite a une prononciation proche de tchia en français. ( 'ka = voiture ; 'dji = grande)                                                                                   |
| (hky) (hkr)                             | [tɕʰa] ou [dʑa]                         | cha                            | ခြင်းလုံး လှံချည်    | [tɕʰiN'loʊN] [louɴdʑi]    | Chinlon Longyi                      | ကျ , ကြ ,ချ , ခြ se prononcent comme ဂျ (dja), quand le Sandhi s'applique. |
| (gy) (gr)                               | [dʑa]                                   | gya                            | ဂျပန်        | [dʑapaN]                  | Japon                               | |
| (ngy) (ngr)                             | [ŋa]                                    | nga                            | ငြိမ်         | [ɲeiN]                    | calme                               | Equivaut la consonne ည et à gn en français. |
| (hr) (hy, rare) (hsy, rare) (hly, rare) | [ʃa] ou [l̥əj]                           | sha                            | ရှမ်း ယှဉ် ဗြိတသျှိ  | ['ʃaN] [ʃiN] [britiʃ]     | Shan comparer British (britannique) | Equivalant au ch français. ရှ est la graphie la plus courante. Les autres symboles sont plus rares.                                                                                                 |
|                                         | [tɕwa] [tɕʰwa] [dʑwa]                   |                                | (rares) ကျွန် | [tɕuaN]                   | île                                 | ya hsweh ွ s'ajoute aux consonnes palatisées. |
| (hm) (hn) (hng) (hny) (hw) (hl) (rares) | [m̥a] [n̥a] [ŋ̥a] (en) [ɲ̥a] (en) [ʍa] [l̥a] | (h)ma (h)na (h)nga (h)wa (h)la | မှ နှစ် လူထုဦးလှ  | [m̥a'] [n̥i?] [ludu 'ʔu l̥a] | dans, à deux Ludu U Hla (en)        | Ces symboles représentent des consonnes nasales sourdes qui, dans les langues européennes, n'existent qu'en gallois. Leur réalisation est proche de consonnes aspirées, d'où le recours à ha hto, ှ |
| (rares)                                 | [m̥ja]                                   | (h)mya                         |            |                           |                                     | ya pin ျ ou ya yit ြ s'ajoute à la consonne sourde မှ . |
| (hmw) (hmrw) (hnwa) (hlw) (hrw)         | [m̥wa] [n̥wa] [l̥wa] [ʃwa]                 | (h)mwa                         | ရွှေ          | [ʃwe]                     | or                                  | ya hsweh ွ peut former des doubles ligatures et une triple ligature |

## Les tons
L'écriture birmane note deux des trois tons de la langue d'une manière qui varie en fonction des voyelles : soit par un signe diacritique distinctif qui s'ajoute pour n'indiquer que le ton, soit par un ou plusieurs graphèmes qui notent globalement voyelle et ton. Le ton bas (II) n'est pas marqué. Dans les syllabes fermées le ton haut est toujours noté par un petit cercle souscrit: ့ (အောက်ကမြစ်, interrompu dessous) et le ton haut-descendant par les deux points (ရှေ့ဆီး): း. Dans les syllabes ouvertes, il y a cinq exceptions où les diacritiques indiquent à la fois la nature de la voyelle et du ton.
Dans la romanisation usuelle du birman, les tons ne sont pas marqués. Lorsqu’ils sont transcrits pour des raisons linguistiques, divers systèmes sont utilisés. En prenant la syllabe /ka/ comme exemple, on peut trouver les transcriptions suivantes :
| Ton | Syllabe                   | Nature                                                   | IPA  | MLCTS | Autres Notations |
| I   | က (danse) မေ့ (oublie)      | Haut avec voyelle brève Voix tendue et aiguë             | [ka̰] | ka.   | ka' / ká         |
| II  | ကာ (bouclier) မေ (mère)     | Bas régulier, avec voyelle longue Voix relâchée et grave | [kà] | ka    | ka (non marqué)  |
| III | ကား (voiture) မေး (interroge) | Haut descendant avec voyelle longue                      | [ká] | ka:   | 'ka / kà         |

## Les voyelles

### En syllabe ouverte
La syllabe ouverte est composée d'une des consonnes (l'attaque) accompagnée de diacritiques qui indiquent la nature de la voyelle et du ton qui l'accompagnent (les rimes). Seule la voyelle [a'] au premier ton est inhérente à l'attaque et n'est pas notée. Théoriquement, toute syllabe écrite qui n'est pas la finale d'un mot peut être prononcée avec la voyelle [ə] (sans ton ni arrêt glottal [ʔ] ou nasalisation [N]) en tant que rime.
Il existe en outre sept symboles qui se lisent comme un  accompagné d'un diacritique ; ils ne sont utilisés que dans quelques emprunts au Pali ou au Sanskrit et de très rares mots birmans. Les seules exceptions couramment employées sont ဥ [?u], pour le mot œuf ainsi que ဦး ['?u], équivalent de Monsieur.
| Consonne + Voyelle | Consonne + Voyelle | Consonne + Voyelle | Consonne + Voyelle | Consonne + Voyelle | Consonne + Voyelle | Exemples | Exemples                   | Exemples                |
| ------------------ | ------------------ | ------------------ | ------------------ | ------------------ | ------------------ | -------- | -------------------------- | ----------------------- |
| Premier ton        | Deuxième ton       | Troisième ton      | IPA                | MLCTS              | TR                 | Birman   | IPA                        | Transcr.                |
|                    | / (1)              | / (1)              | [ka], [kə]         | ka                 | ka (r)(2)          | မမလေး မြန်မာ  | / ma' ma' 'le / /myaN ma / | Ma Ma Lay Myanmar       |
|                    |                    |                    | [ki]               | ki                 | ki                 | ပါရီ       | /pa ɹi/                    | Paris                   |
|                    |                    |                    | [ki] [ke] ou [kɛ]  | kany               | ki ou kay          | နေပြည်တော် ပြည်  | /ne pyi dɔ/ /pyɛ/          | Naypyidaw Pyay          |
|                    |                    |                    | [ku]               | ku                 | ku ou koo          | တောင်ငူ      | /'tauN ŋu /                | Taungoo                 |
|                    |                    |                    | [ke]               | ke                 | kay ou ke          | နေဝင်း      | /ne' 'wiN /                | Ne Win ou Nay Win       |
|                    |                    |                    | [kɛ]               | kai                | ke                 | ဟဲဟိုး       | /'hɛ 'ho /                 | Heho (en)               |
| / (1)              | / (1)              | / (1)              | [kɔ]               | kau                | kaw                | အနော်ရထာ     | /ʔə nɔ jə 'tʰa /           | Anawratha               |
|                    |                    |                    | [ko]               | kui                | ko ou koe          | ဖိုးပါကြီး တင်မိုး  | /'hpo 'pa 'dʒi/ /tiN 'mo/  | Po Par Gyi (en) Tin Moe |

(1)  Avec les consonnes , , , ,  et  ; par ex.  ga [ɡa] ;, ga: [ɡà] ; ဂေါ့ gau: [ɡɔ'] ; ဂေါ် gau. [ɡɔ]; ဂေါ gau ['ɡɔ]. L'emploi du ၁ entraînerait des suites comme ဂ၁ ou ပ၁ pouvant créer des confusions avec des consonnes comme က ou ဟ.
(2) Un -r est parfois ajouté pour transcrire l'allongement propre au deuxième ton (sur le modèle anglais car ['ka]), d'où la graphie Myanmar qui ne renvoie à aucune consonne finale en Birman: မြန်မာ se prononce [myaNma].
Voici les sept symboles d'emploi limité :
| Symbole | Équivalent | IPA   | Symbole | Équivalent | IPA   | Symbole | Équivalent | IPA   | Symbole | Équivalent | IPA   |
| ဣ       | အိ          | [ʔi'] | ဥ       | အု          | [ʔu]  | ဧ       | အေ          | [ʔe]  | ဪ       | အော်          | [ʔɔ]  |
| ဤ       | အီ          | [ʔi]  | ဦး       | အူး          | ['ʔu] | ဧ       | အေး          | ['?e] | ဩ       | အော          | ['ʔɔ] |

### En syllabe fermée
Il y a principalement deux manières de transcrire les syllabes fermées : la plus courante recourt au diacritique ် ; dans d'autres mots c'est la superposition de consonnes qui les indique.

#### Emploi du signe်

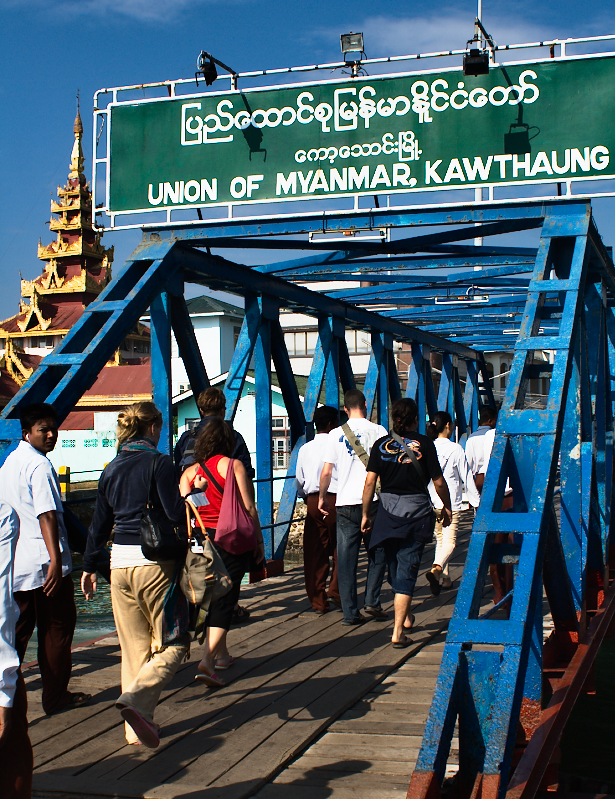
La frontière birmane à ကော့တောင်း (Kawthaung).

Les syllabes fermées sont composées de l'attaque (consonne avec ou sans ligature) accompagnée ou non de diacritiques suivie d'une consonne finale surmontée du အသတ်, [ʔaθaʔ], le signe qui tue, qui indique toujours la fin d'une syllabe. Son origine est le virāma de l'écriture devānagarī, qui supprime la voyelle [a] incluse dans la consonne. L'évolution phonétique du birman a entraîné l'amuïssement des consonnes finales aboutissant toutes à un arrêt glottal, à l'exception des nasales qui nasalisent l'ensemble de la syllabe.
Le signe qui tue indique ainsi presque toujours une consonne finale qui a perdu sa valeur phonétique originelle. Les seules exceptions sont les finales ouvertes en -ယ် [ɛ], -ည်, [i], [e] ou [ɛ] et en -ော်  [ɔ]. Un tout petit nombre de mots d'origine pāli se termine par un -လ်  non prononcé en birman, d'où la présence du [ʔaθaʔ], comme   ဗိုလ်   [bo], commandant (Pāli: bala) ou  တက္ကသိုလ်   [tɛ? kəθo], université (Pāli: takkasīla).
| Symbole | IPA           | MLCTS | Tr   | Exemples | IPA               | Transcr.                                     |
| ------- | ------------- | ----- | ---- | -------- | ----------------- | -------------------------------------------- |
|         | /kɛʔ/ [kɛ?]   | kak   | ket  | သက်ဝင်းအောင်   | [θɛ? 'wiN ?aoN]   | Thet Win Aung (en)                           |
|         | /kiʔ/ [ki?]   | kac   | kit  | စစ်တွေ      | [siʔ twe']        | Sittwe                                       |
|         | /kaʔ/ [ka?]   | kam   | kat  | နတ်       | [na?]             | Nat                                          |
|         | /kaʔ/ [ka?]   | kap   | kat  | တပ်မတော်     | [taʔ mə dɔ]       | Tatmadaw                                     |
|         | /keʔ/ [kɛi?]  | kit   | keik | မိုးမိက်      | ['mo mei?]        | Momeik                                       |
|         | /keʔ/ [kɛi?]  | kip   | keik | ပလိပ်      | [pa' lei?]        | Paleik                                       |
|         | /koʔ/ [kou?]  | kut   |      | မော်တော်ဘုတ်     | [mɔtɔbou?]        | Transcription de l'anglais motor-board       |
|         | /koʔ/ [kou?]  | kup   | kok  | သုပ်       | [θou?]            | thok(e) (salade) List of Burmese dishes (en) |
| 1       | /kɔʔ/ [kao?]  | kauk  | kauk | မြောက်‌ဦး      | [mjao? '?u]       | Mrauk U 2                                    |
|         | /kaiʔ/ [kai?] | kuik  | kaik | ကျိုက်ထီးရိုး     | [tɕaiʔ' 'tʰi 'jo] | Kyaiktiyo (Rocher d'Or)                      |
|         | /kuʔ/ [kou?]  | kwat  | kut  | ဘေရွတ်      | [beju?] / [beru?] | Beyrouth                                     |
|         | /kuʔ/ [kou?]  | kwap  |      |          |                   |                                              |

1 Autre forme avec certaines consonnes, ex. ဂေါက်
 [ɡaoʔ]
2 La transcription Mrauk et non Myauk reflète la prononciation arakanaise du ရ, qui a conservé celle de l'ancien birman.
| Ton 1 | Ton 2 | Ton 3 | Valeur  | Valeur  | MLCTS | Tr    | Exemples                                       | Exemples         | Exemples                 |
| ----- | ----- | ----- | ------- | ------- | ----- | ----- | ---------------------------------------------- | ---------------- | ------------------------ |
|       |       |       | Phonol. | Phonét. |       |       | Birman                                         | IPA              | Tr                       |
|       |       |       | /kiN/   | [kiN]   | kang  | kin   | အင်လေး                                            | [?iN 'le]        | Inle                     |
|       |       |       | /kiN/   | [kiN]   | kani  | kin   | ပျဉ်းမနား                                           | ['pjiN ma' 'na]  | Pynmana                  |
|       |       |       | /kaN/   | [kaN]   | kan   | kan   | စန်းစန်းနွယ်                                         | ['saN 'saN nwɛ]  | San San Nweh             |
|       |       |       | /kaN/   | [kaN]   | kam   | kan   | Remplacé par l'abréviation ံ aux tons 1 et 2 2. | ['lan]           | လမ်း (route ou rue)        |
|       |       |       | /keN/   | [kɛiN]  | kin   | kein  | ဉ်းပိန်                                            | ['?u bɛiN]       | U Bein                   |
|       |       |       | /keN/   | [kɛiN]  | kim   | kein  | အိမ်                                             | [?eiN]           | maison                   |
|       |       |       | /koN/   | [kouN]  | kun:  | kon   | ရန်ကုန်                                           | [jaN gouN]       | Yangon (Rangoon)         |
|       |       |       | /koN/   | [kouN]  | kum   | kon   | ရွှေတိဂုံ                                            | [ʃwe də goN]     | Shwedagon                |
|       | 1     |       | /kɔN/   | [kaoN]  | kaung | kaung | တောင်ကြီး                                            | [taoN 'dʒi]      | Taunggyi                 |
|       |       |       | /kaiN/  | [kain]  | kuing | kaing | စစ်ကိုင်း                                           | [zə? 'gaiN       | Sagaing                  |
|       |       |       | /kuN/   | [kuəN]  | kwan  | kun   | ကြည်စိုးထွန်း                                          | [tɕi 'so 'tʰuəN] | Kyi Soe Tun (en)         |
|       |       |       | /kuN/   | [kuəN]  | kwam  |       | Rare. တွမ်                                       | [touN]           | Tom                      |
|       |       |       | /kuN/   | [kuəN]  |       |       | Rare. ရွံ                                        | [juəN]           | éprouver de la répulsion |

1 Autre forme avec certaines consonnes : ဂေါင် gaung ['ɡauN]
2 La graphie du ton 2 s'emploie dans quelques transcriptions de la syllabe am : ကမ်ပူးချား  (Kampuchea, Cambodge)

#### Abréviations des finales nasales
Certaines syllabes en /-iN/ ou /-'iN / d'une part, en /aN/ d'autre part n'utilisent pas les symboles précédents, mais s'écrivent avec deux signes particuliers. Le premier est peu utilisé alors que le second, intégré dans le tableau précédent, est plus fréquent que la lettre correspondante -မ်  . Ces graphies particulières distinguent parfois des homophones : [kaN] écrit ကံ signifie karma, mais lac, quand il est écrit ကန်.
| Symbole | Équivalence | Sens                            | Exemples | IPA        | Traduction           |
| ------- | ----------- | ------------------------------- | -------- | ---------- | -------------------- |
|         | - င်, -င်း     | Syllabe fermée /-iN/ ou / -'iN/ |          | [?iNgəlaN] | England (Angleterre) |
|         | မ်           | /aN/                            | ပုဂံ       | [bə gaN]   | Bagan                |

#### Doubles lettres
Ces consonnes superposées jouent le même rôle que le ်. Elles ont pour fonction de raccourcir des polysyllabes, généralement d'origine étrangère, principalement pāli, mais aussi anglaise ou provenant d'autres langues.
La consonne supérieure ferme une syllabe et la consonne inférieure de moindre taille est l'initiale de la syllabe suivante ; ainsi :
Ces graphies peuvent entraîner de légères modifications dans la forme de la consonne supérieure (န် perd sa queue dans les doubles lettres န္တ, န္ထ, န္ဒ, န္ဓ, န္န) ou de la consonne inférieure (ဌ  prend une position couchée :   ္ဍ ) ou dans l'emplacement des symboles vocaliques (ူ   se place à la droite de la double lettre: ကတ္တူ ,  [ka?tu]  (type d'embarcation). Par ailleurs, si la syllabe suivante contient un ေ, ce signe vocalique demeure à sa place :  သန္ဒေဘ    correspond à သန်ဒေသ,[θaNdeθa'].
| Groupes | combinaisons possibles         | Transcriptions                                    | Exemples                                                                |
| ------- | ------------------------------ | ------------------------------------------------- | ----------------------------------------------------------------------- |
| Ka.     | က္က, က္ခ, ဂ္ဂ, ဂ္ဃ ,               | respectivement : kk, khk, gg, ggh, et ng          | ဒက္ကား ‌ [da?'ka], Dacca.                                                   |
| Ca.     | စ္စ, စ္ဆ, ဇ္ဇ, ဇ္ဈ, ဉ္စ, ဉ္ဆ,ဉ္ဇ, ဉ္ဈ  | respectivement : cc, chc, jj, jjh, nyc, nych, nyj | ဝိဇ္ဇာ ‌ [wi?ja] "wijja (Pāli) savoir                                       |
| Ta.     | ဋ္ဋ, ဋ္ဌ, ဍ္ဍ, ဍ္ဎ, ဏ္ဋ, ဏ္ဍ         | respectivement tt, tht, dd, ddh, nd               | ပဏ္ဍိတ [paNdita] "panḍita "(Pāli) "pandit"                                |
| Ta.     | တ္တ, တ္ထ, ဒ္ဒ, န္တ, န္ထ, န္ဒ, န္ဓ, န္န | respectivement tt, tht, dd, nt, nht, nd, ndh, nn  | မန္တလေး ['maNdə'le], Mandalay အာနန္ဒာ [?anaNda] Ananda                        |
| Pa.     | ပ္ပ, ပ္ဖ, ဗ္ဗ, ဗ္ဘ, မ္ပ, မ္ဗ, မ္ဘ, မ္မ | respectivement pp, php, bb, bbh, mp, mb, mbh, mm  | နိဗ္ဗာန် [ni?baN] nibbāna (pāli) Nirvāna ကမ္ဘာ [kaNba] kambha (pāli), "monde" |
|         | ဿ, လ္လ                          | respectivement ss, ll                             | ပလ္လင် [pa?liN] pallanka (pāli) "trône"                                   |

## Différents styles d'écriture
Comme toute autre langue le birman a développé différents styles d'écriture. Pour l'indication en birman de Union du Myanmar, ပြည်ထော်စုမြန်မာနိုင်ငံ(တော်), le timbre de gauche présente une écriture usuelle, l'autre des formes de lettres plus modernes. L'expression se décompose ainsi:
ပြည်ထော်စု = union
မြန်မာ = Myanmar
နိုင်ငံ = pays
တော်, suffixe honorifique (absent du timbre rouge)
Sur cette page , sont présentés de nombreux styles d'écriture.

## Graphies inhabituelles
Ces graphies présentent d'autres consonnes sumontées du ် ou des doubles lettres correspondantes. Rarement utilisées, elles reflètent les consonnes des syllabes C + V dans les mots repris presque exclusivement du Pāli, réduites en birman à un arrêt glottal ou à une nasalisation. Pour les lire, il faut connaître leur équivalence dans le système standard.
Repris ici, le tableau des consonnes distingue :
1. Dans les cinq premières lignes des quatre premières colonnes ainsi que  သ, les consonnes pouvant noter un arrêt glottal.
2. Dans la colonne 5 (sauf  သ), les consonnes pouvant noter une nasalisation.
3. Dans les deux dernières rangées, les autres consonnes.

|   | 1 | 2 | 3 | 4 | 5    |
| - | - | - | - | - | ---- |
| K | က | ခ | ဂ | ဃ | င    |
| S | စ | ဆ | ဇ | ဈ | ည/ ဉ |
| ʈ | ဋ | ဌ | ဍ | ဎ | ဏ    |
| T | တ | ထ | ဒ | ဓ | န    |
| P | ပ | ဖ | ဗ | ဘ | မ    |
|   | ယ | ရ | လ | ဝ | သ    |
|   |   | ဟ | ဠ | အ |      |

|                                                | Types de consonnes et voyelles   | Equivalences | Exemples | Exemples     | Exemples         | Exemples                             |
| Birman                                         | Types de consonnes et voyelles   | Equivalences | IPA      | Pāli         | Sens             |                                      |
| Sans voyelles écrites                          | Rangée "K"                       | - က်          | မဂ်       | [mɛ?]        | magga            | chemin                               |
| Sans voyelles écrites                          | Rangée "K"                       | - က်          | အနဂ္ဃ     | [?ənɛ?ga']   | anaggha          | inestimable                          |
| Sans voyelles écrites                          | Rangée "S"                       | - စ်          | ဃဇ်       | [yi?]        | jajana           | sacrifice                            |
| Sans voyelles écrites                          | Rangée "S"                       | - စ်          | အဇ္ဈာပန    | [?i?zapana'] | ajjhāpana        | enseignant                           |
| Sans voyelles écrites                          | Rangées "ʈ" "T" et "P"           | - တ်          | ဉပဒ်      | [?upa?]      | upadava          | malheur                              |
| Sans voyelles écrites                          | Rangées "ʈ" "T" et "P"           | - တ်          | အဎ္ဍ      | [?a?da]      | aḍḍha            | opulent                              |
| Sans voyelles écrites                          | Deux dernières rangées           | - န်          | ဖလ်       | [pʰaN]       | palika           | cristal                              |
| Sans voyelles écrites                          | Deux dernières rangées           | - န်          | မာရ်       | [maN]        | māra             | Māra                                 |
| Avec marques vocaliques et finales non nasales | - ု်                               | - ုတ်          | ပုဒ်       | [pou?]       | pada             | délimitation                         |
| Avec marques vocaliques et finales non nasales | - ု်                               | - ုတ်          | ဗုဒ္ဓ      | [bu?da]      | buddha           | Bouddha                              |
| Avec marques vocaliques et finales non nasales | -ိ်                                | - ိတ်          | ကိလိဌ်      | [kilei?]     | kiliṭṭha         | impur                                |
| Avec marques vocaliques et finales non nasales | -ိ်                                | - ိတ်          | အနိစ္စ     | [?anei?sa]   | anicca           | impermanence                         |
| Avec marques vocaliques et finales non nasales | -ေ်                                | -            | ခေတ်       | [kʰi?]       | khetta           | période                              |
| Avec marques vocaliques et finales non nasales | -ေ်                                | -            | ရေခဲသေတ္တာ    | [yekɛθi?ta]  |                  | réfrigérateur (eau-solidifiée-boîte) |
| Avec marques vocaliques et finales non nasales | -ေ၁် (Rangée k)                    | -ောက်           | ဘောဂ္ဂ      | [pʰagɔ?]     | bhogga           |                                      |
| Avec marques vocaliques et finales non nasales | - ေ၁် (Autres rangées)             | - ွတ်          | ယောဗ္ဗန     | [ju?pana]    | yobbana          | jeunesse                             |
| Avec marques vocaliques et finales non nasales | - (Avec les consonnes encadrées) | -            | မကိုဋ်      | [mai?]       | makuṭa           | couronne                             |
| Avec marques vocaliques et finales non nasales | - (Avec les autres consonnes)    | -            | ဂြိုဟ်       | [jɔ?]        | graha (Sanskrit) | planète                              |
| Avec marques vocaliques et finales nasales     | - ိ်                               | - ိန်          | လိင်       | [liN]        | linga            | sexe                                 |
| Avec marques vocaliques et finales nasales     | - ု်                               | - ုန်          | သုည 1     | [θoNɲa]1     | suñña            | zéro                                 |
| Avec marques vocaliques et finales nasales     | - ေ်                               | - ဉ်          | ဒေဏ္ဍိမ     | [diNdima]    | deṇḍima          | timbale (Instrument musical)         |
| Avec marques vocaliques et finales nasales     | - ေ၁်                              | - ွန်          | သောဏ္ဏ      | [θouNna]     | soṇṇa            | or                                   |
| Avec marques vocaliques et finales nasales     |                                  | -            | ဂိုဏ်       | ['gaiN]      | gaṇa             | groupe /secte                        |

1- La graphie ne note pas la finale nasalisée de la première syllabe : *  သုန်ည

## Abréviations propres au birman littéraire
Ils peuvent être comparés à un symbole comme & pour et en français et en anglais, mais ces formes ne sont pas utilisées en birman courant.
| Symbole | Équivalence      | Sens                                                         | Explications |
| ------- | ---------------- | ------------------------------------------------------------ | --- |
|         | အိ /?i'/          | Marque du compl.de nom ou du suffixe verbal présent ou passé | Abréviation de l'ancienne graphie : ဧအ် Equivaut respectivement à ရဲ့ et à -တယ် |
|         | ယွေ့ /ywe'/         | Coordination entre deux verbes ou propositions               | Abréviation de l'ancienne graphie : ရုယ် |
|         | /hnai?/          | Equivalent littéraire de မှာ "hma'" (dans)                     | |
|         | လည်းကေ၁င် /lə 'gaon/ | ce même, de même                                             | Anciennement écrit လေး ကေ၁င် လေး voulant dire quatre noté ၄ , ce symbole a été utilisé comme abréviation, puis peut-être pour éviter toute confusion avec le chiffre ၄ , la forme de ၄ dans ၄င် a été modifié en ၎ , unique emploi de cette lettre. |

## Modification dans la romanisation de certains noms de ville
La transcription de certains toponymes a été modifiée en 1989 pour la rapprocher de la prononciation birmane.
| Birman | Prononciation | Nouvelle transcription | Ancienne transcription | Nom usuel en français |
| ------ | ------------- | ---------------------- | ---------------------- | --------------------- |
| ပုဂံ     | [bəɡaɴ]       | Bagan                  | Pagan                  | Bagan                 |
| ပခူး     | [bə'ɡu]       | Bago                   | Pegu                   | Pégou                 |
| ထားဝယ်    | ['də wɛ]      | Dawei                  | Tavoy                  | Tavoy                 |
| ဘားအံ     | [pʰə ʔàɴ]     | Hpa-an                 | Paan                   | Pa-An                 |
| မော်လမြိုင်   | [mɔ lə mjaiN] | Mawlamyine             | Moulmein               | Moulmein              |
| ပုသိမ်    | [pə θeiN]     | Pathein                | Bassein                | Pathein               |
| ရန်ကုန်   | [jaN ɡouN]    | Yangon                 | Rangoon                | Rangoun               |

## Transcription des emprunts occidentaux
Le birman comporte des emprunts lexicaux assez nombreux à l'anglais ; pour les transcrire elle s'appuie donc généralement sur la forme et la prononciation du mot dans cette langue. Il arrive cependant que deux graphies coexistent, l'une reflétant la prononciation anglaise, l'autre celle de la langue d'origine. Ainsi Paris s'écrit ပဲရစ် (prononciation anglaise /pɛr(i)s/ mais en notant en birman pas le [i] amui qui prend la valeur d'un schwa implicite mais non accentué avant une consonne fermée [s]) ou ပါရီ (prononciation française /paʁi/).
Les trois principales consonnes qui font défaut à l'initiale sont ainsi transcrites (ici depuis l'anglais) :
- R = ရ (valeur originelle de la consonne ra) : ရေဒီယို [rediyiːu] (la voyelle [e] est notée par un diacritique composé à gauche de la consonne ra qu'il modifie), radio ;
- V = ဗ (consonne ba) ou parfois ဗွ (en lui adjoignant le diacritique consonne wa médial) : တီဗွီ [tivwi], T.V. (les consonnes sont ici suivies d'un diacritique voyelle i à valeur phonétique pour la prononciation anglophone de la lettre et non pour marquer l'abréviation) ;
- F = ဖ (consonne pha ou p’a) : ဖင်လန်  [ɸaƞland], Finland.

Les finales vocaliques peuvent être généralement reproduites en recourant aux syllabes ouvertes du birman (ici depuis l'anglais):
- America (Amérique) s'écrit : အမေရိက [(ʔ)amerika] ;
- Africa (Afrique) : အဖရိက [(ʔ)aɸrika] ;
- Korea (Corée) : ကိုရီးယား [kɔˈriˈja] (les deux dernières consonnes sont suivies d'un diacritique visarga း composé à droite pour marquer le ton [ˈ] sur la voyelle).

Les finales en nasales sont transcrites avec une assez bonne approximation en utilisant des syllabes fermées par des nasales aussi proches que possible de l'original (ici depuis l'anglais) :
- Britain (Grande-Bretagne) s'écrit : ဗြိတိန် [britin] (le diacritique ajouté est un signe asat ou halant, toujours visible et composé au dessus de la consonne na pour en supprimer la voyelle ['a]  implicite) ;
- telephon (téléphone) : တယ်လိဖုန် [talyɸɔn].

En revanche, la représentation des autres consonnes finales d'une syllabe est difficile. Une syllabe ouverte correspond aux finales anglaises en -l ou en -r, qui ne sont donc pas notées :
- hotel (hôtel) s'écrit ဟိုတယ် ;
- Senegal (Sénégal) ဆိနိဂေါ ;
- computer (ordinateur) ကွန်ပြူတာ ou ကွန်ပျူတာ ;
- dollar ဒေါလာ.

Mais la plupart du temps le birman recourt à une syllabe fermée reflétant la présence d'une consonne finale dans l'emprunt, mais sans pouvoir indiquer laquelle ; la consonne surmontée du [ʔaθaʔ], le « signe tueur » (sinon, elle serait prononcée suivie d'un ['a] implicite) est choisie en fonction de la valeur vocalique qu'elle note et non de la consonne d'origine :
- က်   pour [ɛ] + cs : ဘတ်စကက်ဘော, basket-ball ;
- တ်   pour [a] + cs : အီရတ်, Irak ; ဒင်းမတ်, Denmark ; ရစ်ခြတ်, Richard ;
- စ်   pour [i] + cs : မျူနစ်, Munich ;  အီဂျစ် , Egypt ; ဒေးဗစ်, David ;
- ိတ်    pour [ei] + cs : ကုဝိတ်, Kuweit.
- ္္ုပ်    pour [əu] ou [ou] + cs : မုံက်ကရုစကုပ်, microscope ;
- ္္ောက်   pour [ɔ] ou [ao] + cs : နယုးယောက်, New-York ;
- ွတ်   pour [u] + cs : ဘေရွတ်, Beyrouth.

Beaucoup plus rarement, la consonne finale originelle est ajoutée entre parenthèses. Ainsi (auto)bus peut s'écrire
ဘတ်(စ်) où le တ် note approximativement le [ʌ] anglais et le စ်correspond à [s]. basket-ball peut aussi s'écrire ဘတ်(စ်)ကက်ဘော, mais l'absence de parenthèse et de [ʔaθaʔ] se rencontre quand la finale de la syllabe de l'emprunt peut devenir en birman l'initiale de la syllabe suivante, ce qui est le cas pour ce dernier mot qui peut aussi être écrit ဘတ်စကက်ဘော [ba-skɛ?-bɔ].Il en est de même pour ယူနက်စကို, [yu-nɛ-sko] UNESCO.

## Nombres
Un système décimal est utilisé et les chiffres sont disposés dans le même ordre que les chiffres arabes (Unicode 1040 à 1049).
| Chiffre | Symbole | Écrit | IPA | Chiffre | Symbole | Écrit | IPA |
| 0       |         |       |     | 5       |         |       |     |
| 1       |         |       |     | 6       |         |       |     |
| 2       |         |       |     | 7       |         |       |     |
| 3       |         |       |     | 8       |         |       |     |
| 4       |         |       |     | 9       |         |       |     |

Ainsi 1945 est écrit ainsi ၁၉၄၅. Il n'y a pas de séparateurs de milliers.
Un autre groupe de nombres est utilisé pour le shan.

## Ponctuation
Il y a deux caractères de ponctuation en birman, tracés de un ou deux traits verticaux (၊ ou ။), qui correspondent respectivement à une virgule et à un point. ၏ est utilisé en tant que point si la phrase se termine juste derrière un verbe. ၍ est plus ou moins égal à une virgule et est utilisé pour connecter 2 idées.

## Unicode
Trois blocs Unicode sont actuellement affectés pour l'écriture birmane
- U+1000–U+109F (birman) depuis Unicode 3.0 (publié en septembre 1999) jusqu’à Unicode 5.2 (publié en octobre 2009),
- U+A9E0–U+AE9F (birman étendu – B) depuis Unicode 7.0 (publié en juin 2014) et
- U+AA60–U+AA7F (birman étendu – A) depuis Unicode 5.2 jusqu’à Unicode 7.0.

Toute zone grise dans les tableaux ci-dessous indique des points de codes réservés (pas encore affectés à un caractère) :
| en fr  | 0 | 1 | 2 | 3 | 4 | 5 | 6 | 7 | 8 | 9 | A | B | C | D | E | F |
| ------ | - | - | - | - | - | - | - | - | - | - | - | - | - | - | - | - |
| U+1000 | က | ခ | ဂ | ဃ | င | စ | ဆ | ဇ | ဈ | ဉ | ည | ဋ | ဌ | ဍ | ဎ | ဏ |
| U+1010 | တ | ထ | ဒ | ဓ | န | ပ | ဖ | ဗ | ဘ | မ | ယ | ရ | လ | ဝ | သ | ဟ |
| U+1020 | ဠ | အ | ဢ | ဣ | ဤ | ဥ | ဦ | ဧ | ဨ | ဩ | ဪ | ကါ | ကာ | ကိ | ကီ | ကု |
| U+1030 | ကူ | ကေ | ကဲ | ကဳ | ကဴ | ကဵ | ကံ | က့ | ကး | က္ | က် | ကျ | ကြ | ကွ | ကှ | ဿ |
| U+1040 | ၀ | ၁ | ၂ | ၃ | ၄ | ၅ | ၆ | ၇ | ၈ | ၉ | ၊ | ။ | ၌ | ၍ | ၎ | ၏ |
| U+1050 | ၐ | ၑ | ၒ | ၓ | ၔ | ၕ | ကၖ | ကၗ | ကၘ | ကၙ | ၚ | ၛ | ၜ | ၝ | ကၞ | ကၟ |
| U+1060 | ကၠ | ၡ | ကၢ | ကၣ | ကၤ | ၥ | ၦ | ကၧ | ကၨ | ကၩ | ကၪ | ကၫ | ကၬ | ကၭ | ၮ | ၯ |
| U+1070 | ၰ | ကၱ | ကၲ | ကၳ | ကၴ | ၵ | ၶ | ၷ | ၸ | ၹ | ၺ | ၻ | ၼ | ၽ | ၾ | ၿ |
| U+1080 | ႀ | ႁ | ကႂ | ကႃ | ကႄ | ကႅ | ကႆ | ကႇ | ကႈ | ကႉ | ကႊ | ကႋ | ကႌ | ကႍ | ႎ | ကႏ |
| U+1090 | ႐ | ႑ | ႒ | ႓ | ႔ | ႕ | ႖ | ႗ | ႘ | ႙ | ကႚ | ကႛ | ကႝ | ကႝ | ႞ | ႟ |

| en fr  | 0 | 1 | 2 | 3 | 4 | 5 | 6 | 7 | 8 | 9 | A | B | C | D | E | F |
| ------ | - | - | - | - | - | - | - | - | - | - | - | - | - | - | - | - |
| U+A9E0 | ꧠ | ꧡ | ꧢ | ꧣ | ꧤ | ကꧥ | ꧦ | ꧧ | ꧨ | ꧩ | ꧪ | ꧫ | ꧬ | ꧭ | ꧮ | ꧯ |
| U+A9F0 | ꧰ | ꧱ | ꧲ | ꧳ | ꧴ | ꧵ | ꧶ | ꧷ | ꧸ | ꧹ | ꧺ | ꧻ | ꧼ | ꧽ | ꧾ |   |

| en fr  | 0 | 1 | 2 | 3 | 4 | 5 | 6 | 7 | 8 | 9 | A | B | C | D | E | F |
| ------ | - | - | - | - | - | - | - | - | - | - | - | - | - | - | - | - |
| U+AA60 | ꩠ | ꩡ | ꩢ | ꩣ | ꩤ | ꩥ | ꩦ | ꩧ | ꩨ | ꩩ | ꩪ | ꩫ | ꩬ | ꩭ | ꩮ | ꩯ |
| U+AA70 | ꩰ | ꩱ | ꩲ | ꩳ | ꩴ | ꩵ | ꩶ | ꩷ | ꩸ | ꩹ | ꩺ | ကꩻ | ကꩼ | ကꩽ | ꩾ | ꩿ |

Pour l'écriture du birman, seul l'intervalle U+1000–U+104F est utilisé, le reste est pour les autres langues de Birmanie:
- Alphasyllabaire de base:
  - U+1000–U+1020 : 33 consonnes de base.
  - U+1021–U+102A : 10 voyelles indépendantes (inclut une variante utilisée en chan et une en môn).
  - U+102B–U+1035 : 11 diacritiques voyelles (diacritiques qui se combinent à droite, dessus, dessous ou à gauche de la consonne).
  - U+1036–U+103A : 5 diacritiques (anusvara, marque de ton, visarga, virama, virama visible).
  - U+103B–U+103E : 4 diacritiques consonnes médianes (diacritiques à droite, autour ou dessous).
  - U+103F : consonne grand sa.
- U+1040–U+1049 : 10 chiffres décimaux.
- U+104A–U+104B : 2 signes de ponctuation.
- U+104C–U+104F : 4 symboles de cas grammaticaux (locatif, complétif, précédé, génitif).
- Extensions pour le pali et le sanskrit :
  - U+1050–U+1051 : 2 consonnes de base.
  - U+1052–U+1055 : 4 voyelles indépendantes.
  - U+1056–U+1059 : 4 diacritiques voyelles (combinaison à droite ou dessous).
- Extensions pour le môn :
  - U+105A–U+105D : 4 consonnes de base.
  - U+105E–U+1060 : 3 diacritiques consonnes médianes (combinaison dessous).
- Extensions pour le karène s’gaw  :
  - U+1061 : 1 consonne de base.
  - U+1062 : 1 diacritiques voyelle (combinaison à gauche).
  - U+1063–U+1064 : 2 diacritiques consonnes médianes (combinaison à droite).
- Extensions pour le karène pwo occidental :
  - U+1065–U+1066: 2 consonnes de base.
  - U+1067–U+1068: 2 diacritiques voyelles (combinaison à droite).
  - U+1069–U+106D: 5 diacritiques de ton (combinaison à droite).
- Extensions pour le karène pwo oriental :
  - U+106E–U+1070: 3 consonnes de base.
- Extensions pour le karène geba :
  - U+1071 : 1 diacritique voyelle (combinaison dessous).
- Extensions pour le kayah :
  - U+1072–U+1074 : 3 diacritiques voyelles (combinaison dessus).
- Extensions pour le chan :
  - U+1075–U+1081 : 13 consonnes de base.
  - U+1082 : 1 diacritique consonne médiane (combinaison dessous).
  - U+1083–U+1086 : 4 diacritiques voyelles (combinaison à droite, à gauche ou dessus).
  - U+1087–U+108D : 7 diacritiques de ton (combinaison dessous ou à droite).
- Extensions pour le rumai palaung :
  - U+108E : 1 consonne de base.
  - U+108F : 1 diacritiques de ton (combinaison à gauche).
- Extensions pour le chan :
  - U+1090–U+1099 : 10 chiffres décimaux (différents de ceux utilisés en birman ou en taï-lang).
  - U+109E–U+109D : 2 symboles.
- Extensions pour le chan pali :
  - U+A9E0–U+A9E4 : 4 consonnes de base.
  - U+A9E5 : 1 diacritique (combinaison dessus).
- Extensions pour le chan :
  - U+A9E6 : 1 lettre modificative de réduplication.
- Extensions pour le taï-laing :
  - A9E7-A9EF : 9 consonnes de base.
  - A9F0-A9F9 : 10 chiffres décimaux (différents de ceux utilisés en birman ou en chan).
  - A9FA-A9FE : 5 consonnes de base.
- Extensions pour le chan khamti :
  - U+AA60–U+AA72 : 18 consonnes de base.
  - U+AA73 : 1 lettre modificative de réduplication.
  - U+AA74–U+AA76 : 3 logogrammes.
- Extensions pour l’aïton :
  - U+AA77–U+AA7A : 3 symboles et 1 lettre
- Extensions pour le karène pao :
  - U+AA7B : 1 diacritique de ton.
- Extensions  pour le taï-laing :
  - U+AA7C–U+AA7D : 2 diacritiques de ton (combinaison à droite ou dessus).
- Extensions pour le palaung chwé :
  - U+AA7E–U+AA7F : 2 consonnes de base.

## Le birman sur Internet
Jusqu'en 2005, la plupart des sites web birmans utilisaient une méthode d'affichage basée sur des images dynamiquement générées ou des polices de caractères utilisant une codification non standardisée. Depuis 2005, le Laboratoire de recherche NLP a annoncé une police de caractères nommée Myanmar1. Cette police contient non seulement les points Unicode simples pour les lettres, mais aussi la logique et les règles de composition. D'autres polices libres ont également été développées utilisant le codage Unicode.

### Polices de caractères prenant en charge l’écriture birmane
- Burmese Unicode & NLP Research Centre
- Parabaik Myanmar Unicode Project GPLed and OFLed